# Криничное (Крым)
Крини́чное (укр. Криничне, крымскотат. Kriniçnoye, Криничное) — село в Белогорском районе Республики Крым, центр Криничненского сельского поселения (согласно административно-территориальному делению Украины — Криничненского сельсовета Автономной Республики Крым).

## Население
| 2001 | 2014 |
| ---- | ---- |
| 938  | ↘898 |

Всеукраинская перепись 2001 года показала следующее распределение по носителям языка
| Язык             | Процент |
| ---------------- | ------- |
| русский          | 84.65   |
| украинский       | 9.59    |
| крымскотатарский | 5.22    |
| другие           | 0.32    |

### Динамика численности
- 1974 год — 906 чел.[10]
- 2001 год — 938 чел.
- 2009 год — 954 чел.[11]
- 2014 год — 898 чел.[12]

## Современное состояние
На 2017 год в Криничном числится 9 улиц и 1 переулок; на 2009 год, по данным сельсовета, село занимало площадь 82,7 гектара на которой, в 365 дворах, проживало 954 человека. В селе действуют средняя общеобразовательная школа, детский сад «Солнышко», сельский Дом культуры, библиотека-филиал № 33, фельдшерско-акушерский пункт, отделение Почты России. Криничное связано автобусным сообщением с райцентром, Симферополем и соседними населёнными пунктами.

## География
Криничное находится в центре района, на втором километре шоссе Приветное — Белогорск. Расположено в пределах Внутренней гряды Крымских гор, в долине Танасу, на правом берегу реки. Высота центра села над уровнем моря — 231 м. Ближайшее село Кирпичное — примерно в 1 км к востоку. Расстояние до райцентра — около 4 километров (по шоссе), до ближайшей железнодорожной станции Симферополь примерно 47 километров. Транспортное сообщение осуществляется по региональной автодороге 35Н-116 Приветное — Белогорск (по украинской классификации — С-0-10340).

## История
В 1863 году жена владельца имения Ган Яфе Бабакая Бобовича Султан Аароновна приобрела земельный участок «Батыр-Бей» площадью 10 десятин с фруктовым садом и мельницей, ранее принадлежавший умершему в 1862 году карасубазарскому помещику, адмиралу Лазарю Марковичу Серебрякову. После смерти Султан Аароновны в 1884 году все имение перешло к их дочерям и одна из них, Тотеш Бабакаевна, завещала свою часть имения дочери Мирьям Эммануиловне, вышедшей замуж за Бераху Моисеевича Шишмана. На верстовке Крыма 1890 года на месте села обозначена безымянная экономия. В 1902 году Беруха Бабакаевна Бобович и Мирьям Эммануиловна Шишман разделили имение между собой и «Вакуф бахчи» остался за Бобовичами. Имение Шишманов получило название «Марьяновка».
Криничное возникло из населённого пункта основанного 16 октября 1921 года (на базе экспроприированных имений Шишмана и Бобовича) совхоза «Марьино» (с 1949 года — «Предгорье»). В 1944 году, после освобождения Крыма от фашистов, 12 августа 1944 года было принято постановление № ГОКО-6372с «О переселении колхозников в районы Крыма», в исполнение которого в район завезли переселенцев: 6000 человек из Тамбовской и 2100 — Курской областей. С 25 июня 1946 года совхоз в составе Крымской области РСФСР. В начале 1950-х годов последовала вторая волна переселенцев из различных областей Украины.
Официально Криничное стало селом в 1950-е годы, центром сельсовета — до 1960 года. На 1974 год в Криничном числилось 906 жителей. С 12 февраля 1991 года село в восстановленной Крымской АССР, 26 февраля 1992 года переименованной в Автономную Республику Крым. С 21 марта 2014 года в составе Крыма аннексировано Россией.

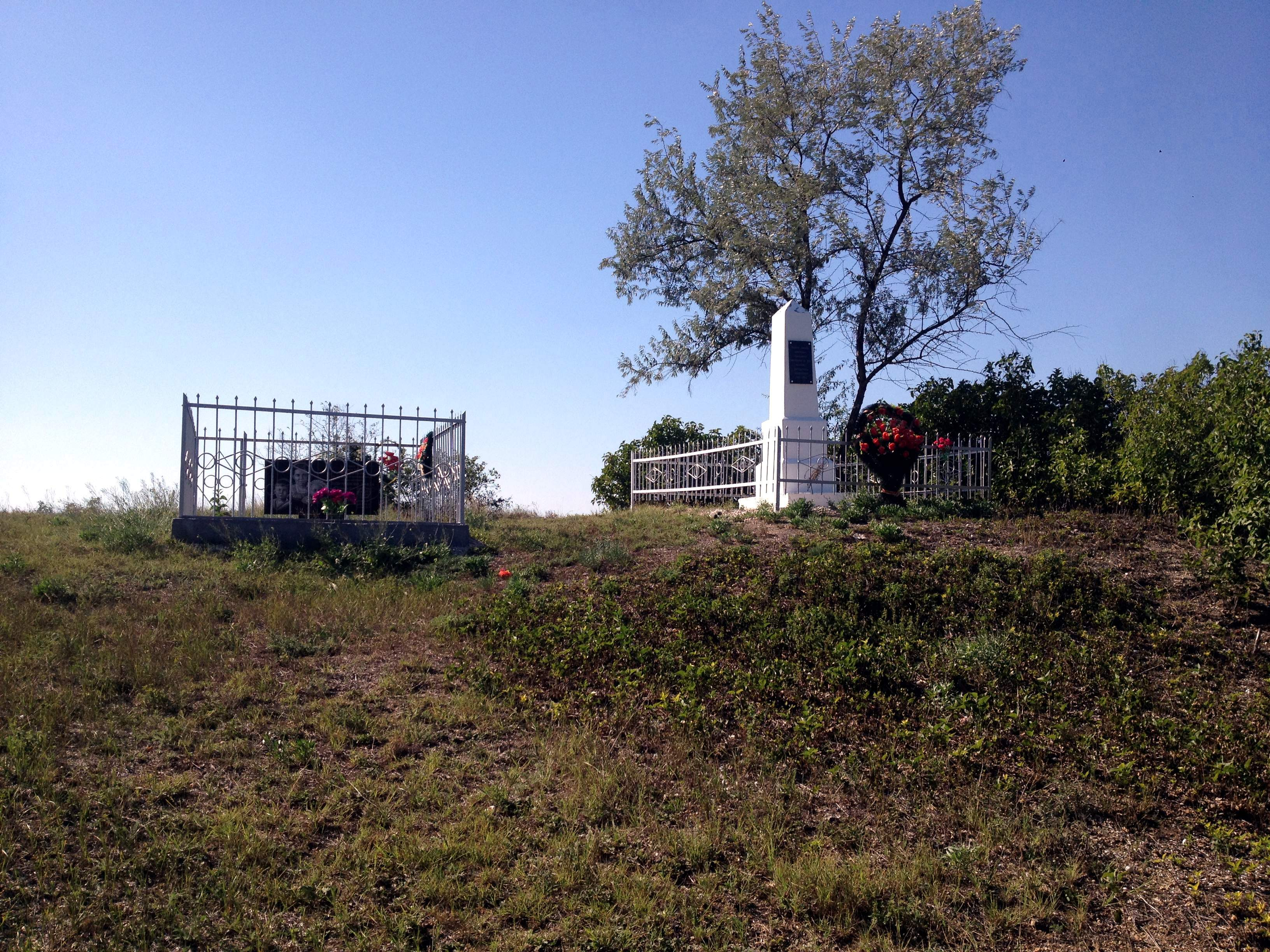
Противотанковый ров. Братская могила мирных жителей-жертв фашистского террора - справа, братская могила пятерых членов семьи партизана П. В. Лихоманова - слева  Объект культурного наследия народов РФ регионального значения. Рег. № 911710903010005 (ЕГРОКН)
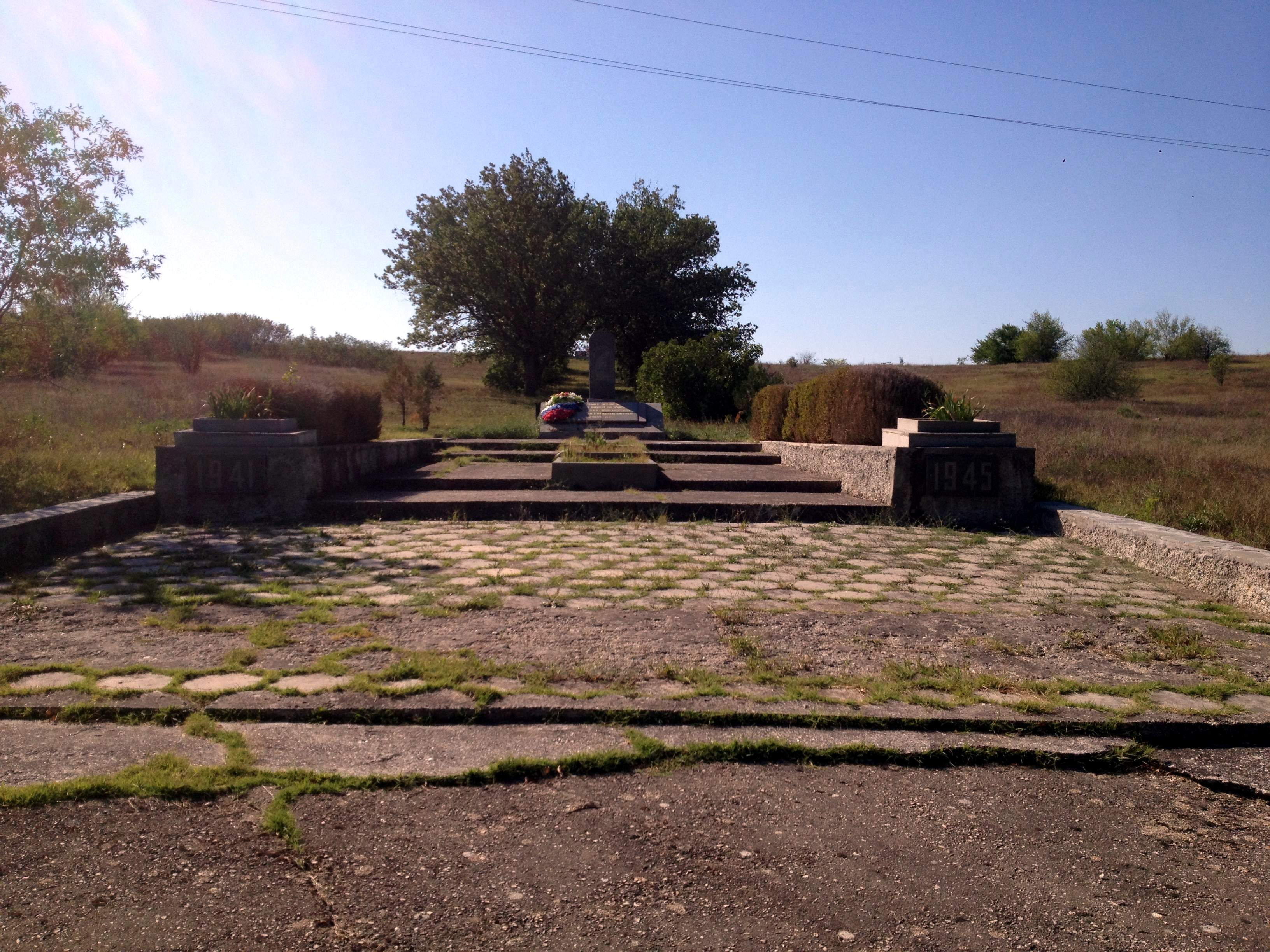
Братская могила мирных жителей-жертв фашистского террора крымчаков Белогорска, новый мемориал выходит на шоссе